# Gourlay-Schneefeld
Das Gourlay-Schneefeld ist ein nach Südosten ausgerichtetes Schneefeld auf Signy Island im Archipel der Südlichen Orkneyinseln. Es liegt nordwestlich des Tilbrook Hill.
Wissenschaftler des Falkland Islands Dependencies Survey nahmen 1947 und 1951 Vermessungen vor. Luftaufnahmen entstanden 1968 durch die Royal Navy. Das UK Antarctic Place-Names Committee benannte das Schneefeld in Anlehnung an die Benennung dem benachbarten Gourlay Point. Deren Namensgeber ist Ronald George Gourlay (1900–1987), Ingenieur auf den Schiffen RRS Discovery bzw. RRS Discovery II bei den Forschungsfahrten in der Zeit von 1925 bis 1927, 1929 bis 1937 und von 1937 bis 1939.